# Kleiner Karbuschsee
Der Kleine Karbuschsee ist ein ca. 0,3 Hektar großes Gewässer auf der Gemarkung der Gemeinde von Groß Köris im Landkreis Dahme-Spreewald im Land Brandenburg.

## Lage und Entstehung
Der See ist Teil des rund 255 Hektar großen FFH-Gebiets Heideseen bei Groß Köris und liegt naturräumlich in einer Talsandebene, die überwiegend mit Kiefern bestockt ist. Sein Relief entstand im Wesentlichen während der letzten Weichsel-Kaltzeit. In der Talsandebene bildeten sich Seen aus, in dessen Umfeld sich holozäne Niedermoore bildeten. Neben dem Güldensee und dem Großen Roßkardtsee gehört auch der Kleine Karbuschsee zu dem FFH-Gebiet. Er liegt rund 2,9 km nördlich des Gemeindezentrums von Groß Köris. Nordwestlich befindet sich der Groß Köriser Wohnplatz Am Rohga, nordöstlich das Naturschutzgebiet Radeberge mit dem Paddenpfuhl, südöstlich der Wohnplatz Wilhelminenhofer Weg sowie der Diecksee und südwestlich der bereits erwähnte Große Roßkardtsee gefolgt vom Güldensee im Westen. Der Kleine Karbuschsee liegt in einem Moorwald und ist kaum zugänglich. Das Wasser ist stark braun gefärbt; es gibt neben vereinzelten Seggen keine Röhrichtzone. Vereinzelt wurden die Kleine Wasserlinse, der Froschbiss und Seerosen nachgewiesen.  Das Umfeld wird landwirtschaftlich als Grünland genutzt. Im Süden befindet sich der Große Karbuschsee, zu dem der zu einer früheren Zeit ein Abfluss bestand. Westlich befand sich ein Graben, der Wasser aus einem Moor in den Großen Karbuschsee entwässerte. Auch dieser ist nach einer Untersuchung des Ministeriums für Landwirtschaft, Umwelt und Klimaschutz des Landes Brandenburg nicht mehr vorhanden (2020). Der See wird vorzugsweise aus Grundwasser gespeist, das aus den östlichen bis südöstlich gelegenen Gebieten zuströmt.

## Zustand und Nutzung
Der Zustand des Sees wird in einem Managementplan für das FFH-Gebiet Heideseen bei Groß Köris aus dem Jahr 2020 als hocheutroph/polytroph bezeichnet. Der Erhaltungsgrad wurde in dem besagten Managementplan „aufgrund der Artenarmut insgesamt als gut“ bewertet, die Verladungsvegetation als „hervorragend“ bei nur „mittleren“ Beeinträchtigungen, die vermutlich auf Nährstoffeintragungen der umgebenden Moore zurückzuführen sind. Weitergehende Maßnahmen wurden nicht empfohlen. Der See befindet sich im Jahr 2021 in Privateigentum und wird nicht bewirtschaftet.